# Związek Polskich Artystów Lutników

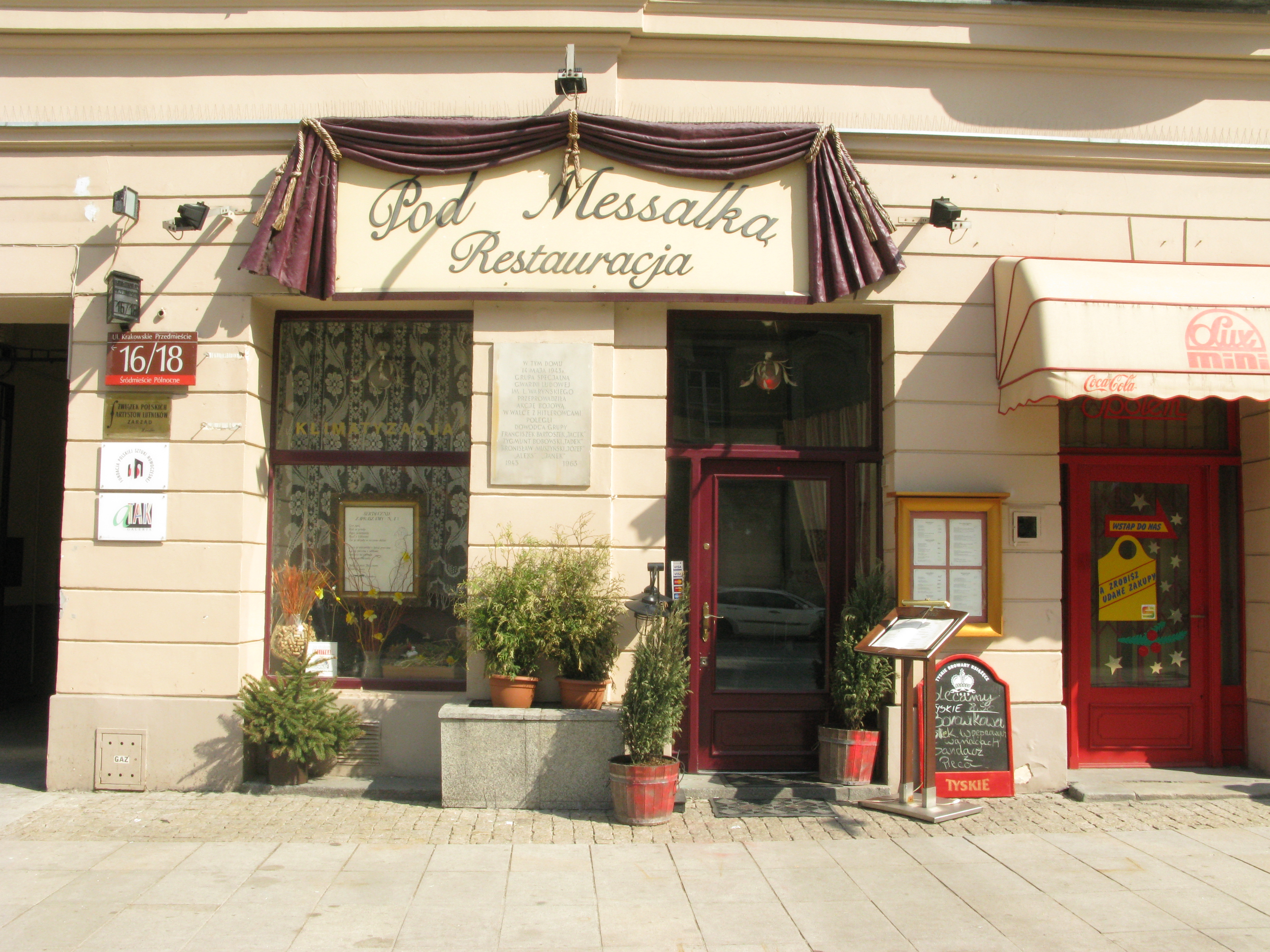
Wejście do siedziby Związku przy ul. Krakowskie Przedmieście nr 16/18

Związek Polskich Artystów Lutników – stowarzyszenie twórczo-zawodowe polskich lutników, powstałe w roku 1954.

## Historia
Organizację utworzono 26 lutego 1954 pod nazwą Stowarzyszenie Polskich Artystów Lutników, a wśród jego inicjatorów i założycieli byli m.in. Zdzisław Szulc, Feliks Pruszak (pierwszy prezes stowarzyszenia w latach 1954–1961), Mieczysław Bielański, Jan Karoń, Teodor Liese, Bohdan Marconi, Stanisław i Stefan Niewczykowie, Kazimierz Sikorski, Zbigniew Wiszniewski oraz Tadeusz Wroński. W 1980 zmieniła nazwę na obecną. Celami statutowymi są m.in. propagowanie polskiego lutnictwa i wspieranie jego rozwoju oraz wzrostu poziomu tego rzemiosła w kraju. ZPAL ma siedzibę przy ul. Krakowskie Przedmieście 16/18 w Warszawie.
ZPAL jest współorganizatorem dwóch konkursów odbywających się co 5 lat w Poznaniu: Międzynarodowego Konkursu Lutniczego im. H. Wieniawskiego od 1957 oraz Ogólnopolskiego Konkursu Lutniczego (początkowo im. Z. Szulca, a od edycji z 1994 – imienia W. Kamińskiego) od 1979. Ponadto organizuje seminaria lutnicze, zarówno krajowe, jak i międzynarodowe, prowadzi bibliotekę gromadzącą publikacje dotyczące lutnictwa, wydawała też biuletyn „Lutnictwo” ukazujący się od 1983 do 1986.
Od 1961 ZPAL przechowuje i gromadzi chordofony szyjkowe, które tworzą Kolekcję Instrumentów Lutniczych powołaną przez Ministerstwo Kultury i będącą własnością państwową. Dzięki staraniom właścicieli i ZPAL powiększyła się ona z początkowych 30 do ok. 300 egzemplarzy pod koniec XX w. Najlepsze z instrumentów wypożyczane są polskim muzykom do przygotowania się do konkursów oraz wystąpień na nich. W zbiorach są m.in. instrumenty wykonane przez Feliksa Pruszaka.